# Audogar

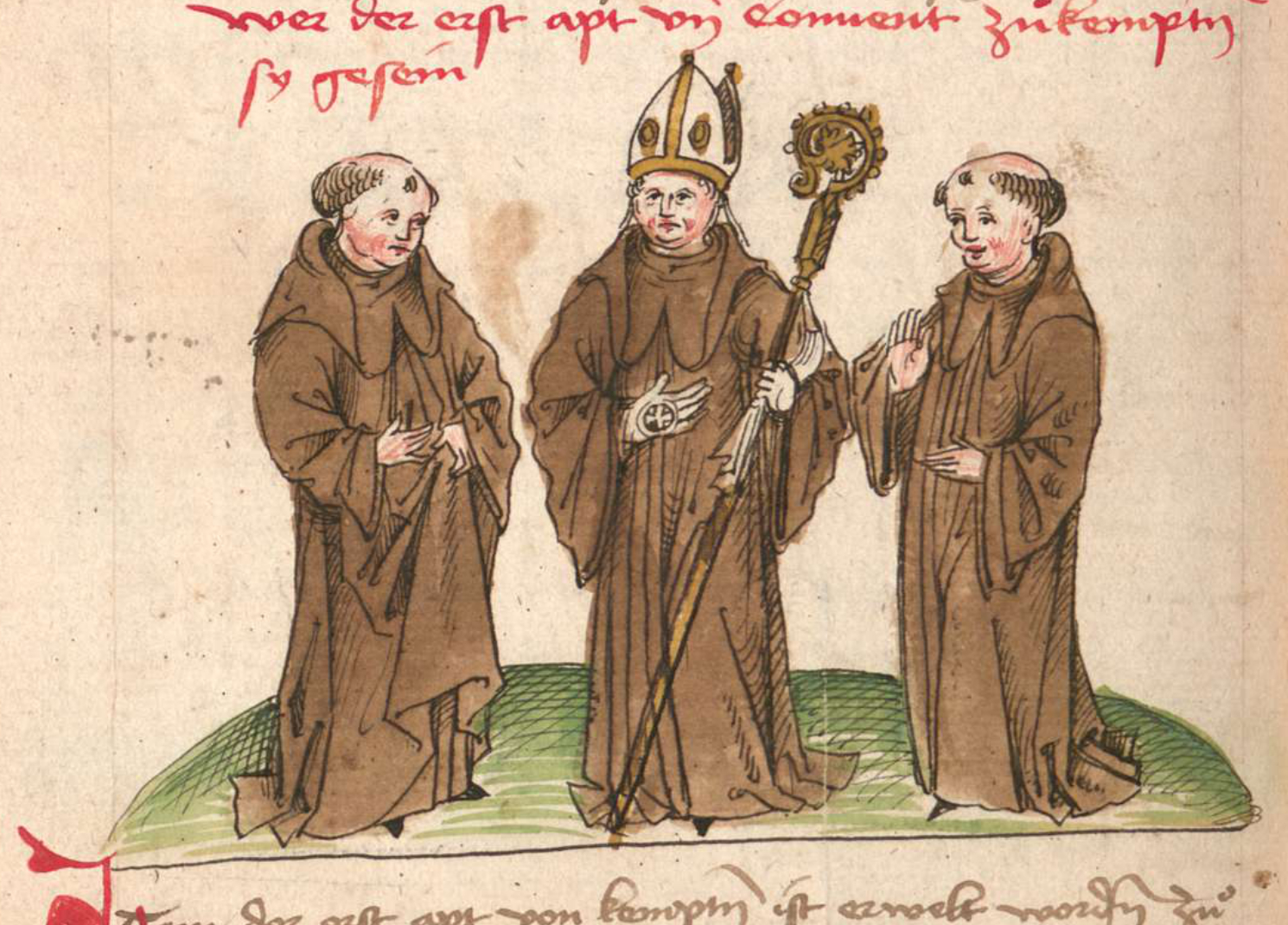
Audogar, mit Abtsstab in der Hand und einer Mitra auf dem Kopf, umgeben von zwei Mönchen (Darstellung in der Hildegardschronik von 1499)

Audogar (* 8. Jahrhundert; † 8. oder 9. Jahrhundert) war im Jahr 752 erster Gründer des Klosters Kempten und dessen erster Abt. Als zweite Gründerin (ab 773) wird die Ehefrau Karls des Großen, Königin Hildegard durch die Kemptener Überlieferung seit dem 13. Jahrhundert stärker in den Vordergrund gerückt. Als Abt des seit 752 bestehenden Klosters nahm Audogar angeblich noch an der (zweiten) Gründung durch Hildegard teil, die durch Karl den Großen bestätigt wurde. 
Audogar soll laut der Hildegardschronik und anderen spätmittelalterlichen Quellen mit Hildegard verwandt gewesen sein. Er wird in den Kemptener Quellen auch als Sohn eines Herzogs von Braunschweig bezeichnet.